# KkStB 1.2
| kkStB 1.2                    | kkStB 1.2                              | kkStB 1.2                              |
| ---------------------------- | -------------------------------------- | -------------------------------------- |
| Aufnahme                     |                                        |                                        |
| Pályaszám:                   | kkStB 1.201                            | kkStB 1.202                            |
| Darabszám:                   | 2                                      | 2                                      |
| Gyártó                       | Komarek/Bécs, Ringhoffer/Prága-Smichov | Komarek/Bécs, Ringhoffer/Prága-Smichov |
| Gyártási év                  | 1903                                   | 1904                                   |
| Selejtezés:                  | 1916 (átépítve személykocsinak)        | 1916 (átépítve személykocsinak)        |
| Jelleg:                      | A1 n2v                                 | 1A1 n2v                                |
|                              | 1A1 n2v (1905-től)                     |                                        |
| Nyomtávolság:                | 1.435 mm                               | 1.435 mm                               |
| Merev tengelytávolság:       | 6.625 mm                               | 6.625 mm                               |
| Össztengelytávolság:         | 6.625 mm                               | 6.625 mm                               |
| Üres tömeg:                  | 23,2 t                                 | 23,6 t                                 |
| Szolgálati tömeg:            | 28,4 t                                 | 27,3 t                                 |
| Tapadási tömeg:              | 14,1 t                                 | 13,9 t                                 |
| Legnagyobb sebesség:         | 50 km/h                                | 50 km/h                                |
| Hajtókerékátmérő             | 1.000 mm                               | 990 mm                                 |
| Futókerékátmérő (elöl)       | 729 mm                                 | 700 mm                                 |
| Futókerékátmérő (hátul)      | 1.000 mm                               | 990 mm                                 |
| Hengerek száma:              | 2                                      | 2                                      |
| Kisnyomású henger átmérője:  | 390 mm                                 | 390 mm                                 |
| Nagynyomású henger átmérője: | 250 mm                                 | 250 mm                                 |
| Dugattyú lökethossza:        | 400 mm                                 | 400 mm                                 |
| Gőznyomás:                   | 15 atü                                 | 25 atü                                 |
| Rostélyfelület:              | 1,5 m²                                 | 1,0 m²                                 |
| Csőfűtőfelület:              | 33,0 m²                                | 40,0 m²                                |
| Túlhevítőfelület:            | 13,0 m²                                | 20,0 m²                                |
| Forrfelület:                 | 46,0 m²                                | 60,0 m²                                |
| Vízkészlet                   | 1,7 m³                                 | 1,4 m³                                 |
| Tüzelőanyagkészlet:          | 0,8 m³                                 | 0,4 m³                                 |
| Ülőhelyek száma:             | 39                                     | 39                                     |

A kkStB 1.2 egy gőzmotorkocsi sorozat volt a k.k. österreichischen Staatsbahnen-nál (kkStB).
A motorkocsikat 1903-ban és 1904-ben gyártotta aKomarek és aRinghoffer a kkStB-nek. Az 1.201 volt a  Komarek által gyártott első gőzmotorkocsi Dampftriebwagen. A két jármű méreteiben lényegesen eltért egymástól, ami arra utal, hogy a kkStB összehasonlító méréseket végzett a járművekkel egy későbbi esetleges sorozatgyártásról való döntést megelőzően. Először mindkét jármű a  CM 14.100 és 101 számokat kapta, s csak később kapták meg az 1.201 és 202 pályaszámokat.
Az 1.202 a Welser Lokalbahn használta; az 1.201 miután 1905 átépítették - amikor is egy futótengelyt építettek be a hajtóműszekrény alá -, üzemi tulajdonba került.
1916-ban mindkét járművet selejtezték.

## Fordítás
Ez a szócikk részben vagy egészben  a   KkStB 1.2 című német Wikipédia-szócikk fordításán alapul.  Az eredeti cikk szerkesztőit annak laptörténete sorolja fel. Ez a jelzés csupán a megfogalmazás eredetét és a szerzői jogokat jelzi, nem szolgál a cikkben szereplő információk forrásmegjelöléseként.